# Südsudanesisches Pfund
Das Südsudanesische Pfund (englisch South Sudanese Pound) ist die Währung der am 9. Juli 2011 unabhängig gewordenen Republik Südsudan. Am 18. Juli 2011 wurde es offiziell eingeführt, als Bargeld ist das Pfund seit dem 24. Juli im Land erhältlich. Ursprünglich war die Ausgabe der neuen Währung bereits für den Unabhängigkeitstag angekündigt gewesen. Die Banknoten wurden in Großbritannien gedruckt und sind am 13. Juli im Land eingetroffen. Geplant war, ab Ende Juli die Gehälter der Staatsangestellten in der neuen Währung auszuzahlen. Ab dem 18. Juli 2011 sollte das Südsudanesische Pfund erhältlich sein und zum Kurs 1:1 gegen die bisherige, mit dem Sudan gemeinsame, Währung Sudanesisches Pfund eingetauscht werden. Gleichzeitig führte die Regierung des „Rest“-Sudan auch neue Geldscheine ein, angeblich zur Vermeidung von Spekulationen. Die im Südsudan noch zirkulierenden alten Geldscheine des Gesamtsudan waren damit offiziell wertlos, ein Problem, das zwischen den jeweiligen Zentralbanken der beiden Länder geklärt werden musste. Die neue Währung geriet deshalb in den sich anbahnenden Wirtschaftskrieg zwischen Sudan und Südsudan.

## Banknoten
Die Banknoten zeigen auf der einen Seite das Porträt von John Garang, dem südsudanesischen Nationalhelden und ehemaligen Führer der Sudan People's Liberation Army (Sudanesische Volksbefreiungsarmee) im Südsudanesischen Befreiungskrieg. Auf der anderen Seite sind Abbildungen zu sehen, die die Kultur und den Reichtum des Landes symbolisieren.
Es wurden Banknoten in den Werten 1, 5, 10, 20, 50, 100, 500 und 1000 Pfund, sowie seit Oktober 2011 zu 5, 10 und 25 Piaster herausgegeben. 
| Banknoten des Südsudanesischen Pfundes | Banknoten des Südsudanesischen Pfundes | Banknoten des Südsudanesischen Pfundes | Banknoten des Südsudanesischen Pfundes | Banknoten des Südsudanesischen Pfundes |
| Bild                                   | Wert                                   | Vorderseite                            | Rückseite                              |                                        |
| -------------------------------------- | -------------------------------------- | -------------------------------------- | -------------------------------------- | -------------------------------------- |
|                                        | 5 Südsudanesische Piaster              | John Garang                            | Afrikanischer Strauß                   |                                        |
|                                        | 10 Südsudanesische Piaster             | John Garang                            | Kudu                                   |                                        |
|                                        | 25 Südsudanesische Piaster             | John Garang                            | Nil                                    |                                        |
|                                        | 1 Südsudanesisches Pfund               | John Garang                            | Giraffen                               |                                        |
|                                        | 5 Südsudanesische Pfund                | John Garang                            | Rinder                                 |                                        |
|                                        | 10 Südsudanesische Pfund               | John Garang                            | Büffel, Ananas                         |                                        |
|                                        | 20 Südsudanesische Pfund               | John Garang                            | Antilopen, Bohrturm                    |                                        |
|                                        | 25 Südsudanesische Pfund               | John Garang                            | Oryxantilopen, Bohrturm                |                                        |
|                                        | 50 Südsudanesische Pfund               | John Garang                            | Elefanten                              |                                        |
|                                        | 100 Südsudanesische Pfund              | John Garang                            | Löwe, Wasserfall                       |                                        |
|                                        | 500 Südsudanesische Pfund              | John Garang                            | Nil                                    |                                        |
|                                        | 1000 Südsudanesische Pfund             | John Garang                            | Afrikanische Strauße                   |                                        |

## Münzen
Ende 2015 wurden drei Münzen mit den Wertstufen 10, 20 und 50 Piaster eingeführt. Im Jahr 2016 änderte sich die Prägung hin zur Bimetallmünze, die nun von der South African Mint geprägt wurde.